# Austin City Limits Music Festival
Austin City Limits Music Festival er en årlig tre-dages musikfestival i Zilker Park i Austin, Texas. Festivalen samler over 130 bands på otte scener, med rock, country, folk, indie, americana, hip-hop, reggae og bluegrass, og har over 65.000 besøgende hver dag. Festivalen er produceret af C3 Presents, som også er producent på Lollapalooza-festivalen, og er opkaldt efter den legendariske koncertserie på PBS med samme navn.
I løbet af meget kort tid er Austin City Limits Music Festival blevet en af USAs største rockfestivaler, sammen med Bonnaroo, Lollapalooza og Coachella.